# Ophiuroconis pulverulenta
Ophiuroconis pulverulenta är en ormstjärneart som först beskrevs av George Richard Lyman 1879.  Ophiuroconis pulverulenta ingår i släktet Ophiuroconis och familjen Ophiolepididae. Inga underarter finns listade i Catalogue of Life.